# Janusz Śniadek

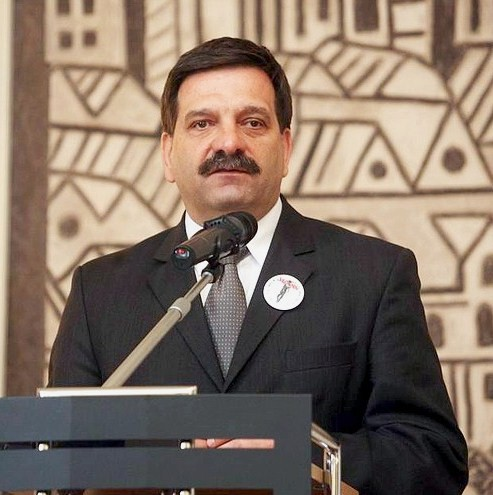
Janusz Śniadek

Janusz Józef Śniadek (* 26. Mai 1955 in Sopot) war von 2002 bis 2010 Vorsitzender der Landeskommission (Komisja Krajowa) des polnischen Gewerkschaftsverbandes NSZZ Solidarność.
Am 29. September 2006 wurde er auf dem Solidarność-Kongress in Stettin für eine zweite Kadenz von vier Jahren wiedergewählt. Seine weiteren Funktionen sind Vize-Vorsitzender der Dreiseitigen sozialen und Wirtschaftskommission, Vorsitzender des Ausschusses der Landeskommission für Außenpolitik, europäische Integration und MOP. Im Jahr 2010 wurde er von Piotr Duda abgelöst.
Śniadek studierte von 1975 bis 1981 an der Fakultät für Schiffbau an der Technischen Hochschule Gdańsk und erwarb einen Magister als Mechanik-Ingenieur. 1981 nahm er eine Arbeit in der Werft „Pariser Kommune“ in Gdynia auf (später Stocznia Gdynia SA). Seit August 1981 ist er gewerkschaftlich tätig. Im Kriegszustand Anfang der 1980er Jahre wirkte er für die Solidarność im Untergrund und redigierte das Werftblatt „Kadłub“. Bis 1989 arbeitete er als Projektant im Konstruktionsbüro der Werft. 1989 wurde er zum Vorsitzenden der Betriebskommission der Solidarność gewählt. Er übte diese Funktion bis 1998 aus. In der Kadenz 1992 bis 1995 war er Mitglied des Vorstandes der Region Gdańsk des NSZZ „Solidarność“. 1995 wurde er Mitglied der Landeskommission des NSZZ „Solidarność“, in der ihm 1997 die Funktion des Vize-Vorsitzenden übertragen wurde. Im Juni 1998 wählte man ihn zum Vorsitzenden des Vorstandes der Region Gdańsk des NSZZ Solidarność.
Als den größten Erfolg seines Lebens bezeichnet Janusz Śniadek den Abschluss der Errichtung des Denkmals für die Opfer vom Dezember 1970 vor der Stadtverwaltung in Gdynia und die Rückerlangung konfiszierter Gelder (1 Million alter Złoty) des Gesellschaftlichen Komitees für den Bau des Denkmals. Für das Geld wurde Ausrüstung für die Intensivstation des Stadtkrankenhauses in Gdynia gekauft. Eine weitere Errungenschaft ist die Gründung der Stiftung Gesundheit „Solidarität“, die unter anderem die Werft-Ambulanz mit modernster Technik ausstattete.